# Atalaya del Enebral
La Atalaya del Enebral en Osma —localizada en el municipio español de Burgo de Osma-Ciudad de Osma, perteneciente a la provincia de Soria, comunidad autónoma de Castilla y León— es una construcción de planta circular y alzado cilíndrico que conserva una altura superior a los 9 metros. Su aparejo está formado por piedras menudas colocadas en hiladas claramente marcadas y exterior enfoscado con mortero de cal. Reutilizada como palomar, ha sido restaurada y se encuentra en la actualidad abierta al público para su visita.